# Soft Cell
Soft Cell is een Engels synthesizerduo dat bestaat uit Marc Almond (zang) en David Ball (synthesizers). Hun songteksten gaan vaak over liefde en romantiek maar ook over onderwerpen als travestie, drugs en moord. Ze hadden een wereldwijde hit in 1981 met het nummer Tainted love, een cover van een nummer uit 1964 van Gloria Jones.

## Geschiedenis
Zowel Marc Almond als David Ball groeide op nabij de zee (Almond in Southport en Ball in Blackpool). Ze ontmoetten elkaar als studenten van Leeds Polytechnic Fine Arts University. Almond werkte met Ball samen in enkele avant-garde-multimediaoptredens op de universiteit. De groep werd geassocieerd met een stroming in de newwavemuziek die bekendstond als "New Romantic". Andere bands die tot deze stroming werden gerekend zijn bijvoorbeeld Visage, Duran Duran en Spandau Ballet.
Het duo liet het geluid horen van de donkere en grimmige kant van het nachtleven van de vroege jaren tachtig. Soft Cell schetste de decadente clubcultuur in het licht van het no-nonsense tijdperk. De band maakte zijn debuut met het album Non stop Erotic cabaret dat eind 1981 verscheen. Op het album staan de wereldhit Tainted love en andere klassiekers als Sex Dwarf en Say hello, Wave goodbye. Daarna verschenen er in de korte tijd dat de band bestond nog enkele albums. In 1984 werd de band opgeheven.

## Solo
Marc Almond bracht vele albums uit waarop hij vele muziekstijlen uitprobeerde. Soms was zijn muziek commercieel en licht verteerbaar. Zo werden Tears Run Rings en Something's Gotten Hold of My Heart grote hits. Andere albums zijn zeer donker en ontoegankelijk. Deze gevarieerdheid en zijn songteksten maakten hem een gewaardeerde zanger. In de jaren tachtig en negentig had hij te kampen met een zware drugsverslaving. Toen deze hem halverwege de jaren negentig bijna fataal werd besloot hij dat het genoeg geweest is. Hij kickte succesvol af. In het boek Tainted life kijkt hij terug op deze periode.
Ook David Ball had solo succes, al was dat minder zichtbaar voor het grote publiek. In de late jaren tachtig vond hij aansluiting bij de opkomende housescene. Zo was hij betrokken bij meerdere houseprojecten. Met Richard Norris vormde hij in 1989 de housegroep The Grid. Hiervan verschenen meerdere albums. In 1994 weten ze met het nummer Swamp thing zelfs hoog in de hitlijsten te komen. In 1997 maakte hij ook enkele tracks voor Kylie Minogue op haar album Impossible Princess.

## Hereniging
Rond 2001 kwam de synthpop waarmee Soft Cell groot werd, weer in de aandacht. Veel nieuwe groepen kwamen op die duidelijk beïnvloed zijn door de band. In interviews werd vaak gerefereerd aan Soft Cell als belangrijke inspiratiebron. Almond en Ball vonden dat het tijd werd voor een hereniging. Daartoe werd Cruelty without beauty (2002) opgenomen. Grote hits leverde het niet op maar de tournee werd goed bezocht.
Op 30 september 2018 - tien jaar na het remixalbum Heat - traden Almond en Ball nog eenmaal samen op in de Londense O2 Arena. Daarna gingen de twee weer ieder hun eigen weg.
In 2021 zijn ze weer bij elkaar gekomen om de studio in te duiken.

## Discografie

### Singles
| Single met eventuele hitnotering(en) in de Nederlandse Top 40 | Datum van verschijnen | Datum van binnenkomst | Hoogste positie | Aantal weken | Opmerkingen                                                                                   |
| ------------------------------------------------------------- | --------------------- | --------------------- | --------------- | ------------ | --------------------------------------------------------------------------------------------- |
| Tainted Love                                                  | 07-07-1981            | 03-10-1981            | 5               | 9            | Nr. 7 in de Nationale Hitparade / Nr. 6 in de TROS Top 50 / NOS Steunplaat Hilversum 3        |
| Say Hello, Wave Goodbye                                       | 05-02-1982            | -                     | tip12           | -            | Nr. 30 in de Nationale Hitparade                                                              |
| Torch                                                         | 07-05-1982            | 26-06-1982            | 10              | 8            | Veronica Alarmschijf Hilversum 3 / Nr. 12 in de Nationale Hitparade / Nr. 5 in de TROS Top 50 |

| Single met hitnotering(en) in de Vlaamse Ultratop 50 | Datum van verschijnen | Datum van binnenkomst | Hoogste positie | Aantal weken | Opmerkingen |
| ---------------------------------------------------- | --------------------- | --------------------- | --------------- | ------------ | ----------- |
| Tainted Love                                         | 07-07-1981            | 24-10-1981            | 1               | 13           |             |
| Torch                                                | 07-05-1982            | 03-07-1982            | 6               | 10           |             |

### Albums
Non-Stop Erotic Cabaret, 1981

Non-Stop Ecstatic Dancing, 1982

The Art Of Falling Apart, 1983

Last Night in Sodom, 1984

Cruelty Without Beauty, 2002

Happiness Not Included, 2022

### NPO Radio 2 Top 2000
| Nummer met noteringen in de NPO Radio 2 Top 2000 | '99 | '00 | '01 | '02 | '03  | '04 | '05  | '06  | '07  | '08  | '09  | '10  | '11  | '12  | '13  | '14  | '15  | '16  | '17  | '18 | '19  | '20 | '21 | '22  | '23 | '24  |
| ------------------------------------------------ | --- | --- | --- | --- | ---- | --- | ---- | ---- | ---- | ---- | ---- | ---- | ---- | ---- | ---- | ---- | ---- | ---- | ---- | --- | ---- | --- | --- | ---- | --- | ---- |
| Tainted Love                                     | 584 | 643 | 656 | 683 | 1111 | 886 | 1185 | 1065 | 1343 | 1064 | 1260 | 1333 | 1188 | 1027 | 1165 | 1142 | 1236 | 1038 | 1144 | 997 | 1058 | 957 | 970 | 1107 | 925 | 1003 |

1. ↑  Een vetgedrukt getal geeft de hoogste notering aan.